# سمت وحشی (فیلم ۱۹۹۵)
سمت وحشی (به انگلیسی: Wild Side) فیلمی محصول سال ۱۹۹۵ و به کارگردانی دونالد کمل است. در این فیلم بازیگرانی همچون آن هیچ، کریستوفر واکن، جوآن چن، استیون باوئر، آلن گارفیلد و لوئیس آرکت ایفای نقش کرده‌اند.